# Mirko Selvaggi
Mirko Selvaggi (Pieve a Nievole, 11 de febrero de 1985) es un ciclista italiano que fue profesional entre 2008 y 2016.

## Biografía
Pasó a profesional con el equipo Ciclo Collstrop en 2008 después de su victoria de etapa en el Giro de Toscana. Se incorporó al año siguiente al equipo ciclista Amica Chips-Knauf pero solo hasta mayo. En 2010, fue contratado por el equipo  Astana. El año siguiente fichó por el equipo Vacansoleil-DCM donde estuvo dos años. Debido a la desaparición de este equipo a finales de 2013, se enroló en las filas del conjunto Wanty-Groupe Gobert de cara a la temporada 2014.
En diciembre de 2016 anunció su retirada.

## Palmarés
2007
- 1 etapa del Giro de Toscana

## Resultados en Grandes Vueltas
| Carrera | Carrera         | 2008 | 2009 | 2010 | 2011  | 2012  | 2013 | 2014 | 2015 | 2016 |
| ------- | --------------- | ---- | ---- | ---- | ----- | ----- | ---- | ---- | ---- | ---- |
|         | Giro de Italia  | —    | —    | —    | 116.º | 123.º | —    | —    | —    | —    |
|         | Tour de Francia | —    | —    | —    | —     | —     | —    | —    | —    | —    |
|         | Vuelta a España | —    | —    | —    | —     | —     | —    | —    | —    | —    |

—: no participa
Ab.: abandono